# Roche-le-Peyroux
 Roche-le-Peyroux  là một xã thuộc tỉnh Corrèze trong vùng Nouvelle-Aquitaine miền trung Pháp.